# Пластик (фильм)
«Пластик» — британский комедийный боевик основанный на реальных событиях режиссёра Джулиана Джилби, написанный в соавторстве с Уиллом Джилби и Крисом Ховардом. В фильме снимались Эдвард Спелирс, Уилл Поултер, Альфи Аллен, Себастьян де Соуза и Эмма Ригби.

## Сюжет
Четверо друзей промышляют воровством, используя чужие кредитные (пластиковые) карты. Способов добычи данных с карт множество, один из них — шантаж. Двое из молодых людей нападают на мужчину, развлекавшегося с проституткой в машине. Сняв на камеру утехи жертвы, ребята грабят его. Жертвой оказался бухгалтер серьёзного криминального авторитета. Тот быстро разыскал четвёрку и заявил, что за свою ошибку они должны заплатить два миллиона фунтов в течение двух недель. Чтобы собрать такую сумму за короткий срок, им приходится привлечь к делу однокурсницу одного из мальчишек, так как она работает в солидной кредитной организации. Но не всё гладко в отношениях друзей. Во время проведения операции, в случае удачного исхода которой можно было бы и расплатиться с долгом и ещё обеспечить себя, двое из мальчишек решают скрыться с добычей. Но оставшиеся двое тоже не лыком шиты…

## В ролях
- Эдвард Спелирс — Сэм
- Альфи Аллен — Ятси
- Уилл Поултер — Форди
- Себастьян де Соуза — Рафа
- Эмма Ригби — Фрэнки
- Лиза Маффиа — Келли
- Малис Джау — Бэт
- Амель Берраба — Мишель
- Томас Кречманн — Марсель
- Грэм Мактавиш — Стив
- Мем Ферда — Тарик

## Производство
6 декабря 2012 года было объявлено о начале работы над фильмом. Эдвард Спелирс, Уилл Поултер и Альфи Аллен были утверждены на главные роли в фильме, сценарий к которому был написан Крисом Ховардом, Джулианом Джилби и Уиллом Джилби. Лицензия на право распространения фильма в настоящее время принадлежит кинокомпании «Cinema Management Group». 10 декабря 2012 года кинокомпания «Gateway Films» объявила о начале основных съемок фильма, который будет снят в таких городах как Лондон, Манчестер и Майами.

## Приём критиков
Фильм получил весьма негативные отзывы критиков. Базируясь на пятнадцати отзывах критиков, он набрал всего 7 % по шкале свежести на сайте «Rotten tomatoes».